# Yūki Koike
Yūki Koike (小池 祐貴, Koike Yūki), né le 13 mai 1995 à Otaru, est un athlète japonais, spécialiste des épreuves de sprint.

## Carrière
Lors du London Grand Prix, en juillet 2018, son relais termine 2e en 38 s 09. Il fait partie de l'équipe du relais 4 x 100 m japonais qui a des ambitions de médaille pour les Jeux olympiques de 2020 à Tokyo. En juillet 2018, il établit à Courtrai son record personnel en 20 s 29. Le 28 août 2018, il se qualifie pour la finale du 200 m lors des Jeux asiatiques de 2018, en 20 s 35, meilleur temps, alors qu'il avait le 14e temps des 16 demi-finalistes. Le lendemain, il remporte la finale et abaisse son chrono à 20 s 23 (+ 0,7 m/s), devançant au millième de seconde le Taïwanais Yang Chun-Han,.
Il est sélectionné pour représenter l'équipe d'Asie-Pacifique à la Coupe continentale d'Ostrava.
Le 24 avril 2019, il remporte en 20 s 55 la médaille d’argent lors des Championnats d’Asie à Doha.
Lors des Relais mondiaux 2019 à Yokohama, son passage de témoin, sur le relais 4 x 100 m, avec Yoshihide Kiryū s'effectue en dehors des règles et le Japon, qui était un des favoris, est disqualifié.
Le 19 mai 2019, il ne termine que 4e du Grand Prix d’Osaka mais établit son record personnel sur 100 m en 10 s 04 (+ 1,7 m/s).
Le 20 juillet 2019, il termine 4e du London Grand Prix sur 100 m en 9 s 98, record personnel, et devient le 3e Japonais de l'histoire à casser la barrière des dix secondes sur 100 m et le 142e de l'histoire.

## Palmarès
| Date | Compétition                   | Lieu     | Résultat | Épreuve   | Temps        |
| ---- | ----------------------------- | -------- | -------- | --------- | ------------ |
| 2014 | Championnats du monde juniors | Eugene   | 4e       | 200 m     | 20 s 34      |
| 2014 | Championnats du monde juniors | Eugene   | 2e       | 4 x 100 m | 39 s 02      |
| 2018 | Jeux asiatiques               | Jakarta  | 1er      | 200 m     | 20 s 23      |
| 2018 | Jeux asiatiques               | Jakarta  | 3e       | 4 x 400 m | 3 min 1 s 94 |
| 2018 | Coupe continentale            | Ostrava  | 4e       | 200 m     | 20 s 57      |
| 2019 | Championnats d'Asie           | Doha     | 2e       | 200 m     | 20 s 55      |
| 2019 | Championnats du monde         | Doha     | 3e       | 4 x 100 m | séries       |
| 2023 | Championnats du monde         | Budapest | 5e       | 4 × 400 m | 37 s 83      |
| 2023 | Jeux asiatiques               | Hangzhou | 2e       | 4 x 100 m | 38 s 44      |

## Records
| Épreuve | Temps   | Lieu    | Date            |
| ------- | ------- | ------- | --------------- |
| 100 m   | 9 s 98  | Londres | 20 juillet 2019 |
| 200 m   | 20 s 23 | Jakarta | 29 août 2018    |